# Kolyma (regio)
Kolyma (Russisch: Колыма́, [kəɫɨˈma]) is een regio in het Verre Oosten van Rusland. Deze wordt begrensd door de Oost-Siberische Zee en de Noordelijke IJszee in het noorden, en de Zee van Ochotsk in het oosten en zuiden. De regio ontleent zijn naam aan de gelijknamige rivier en het Kolymagebergte, en omvat ruwweg het autonome district Tsjoekotka en de oblast Magadan.

## Berucht
Kolyma werd berucht toen het district in de 19e eeuw door de Russische tsaar als verbanningsoord voor politieke tegenstanders werd gebruikt. Als straf "naar Siberië gestuurd worden", wat ook vaak een doodstraf bleek, werd vooral geassocieerd met de regio Kolyma. Pas toen er in de jaren 30 van de twintigste eeuw goudaders gevonden werden (die tot de rijkste ter wereld bleken te behoren), en zeldzame ertsen zoals uranium, trokken avonturiers en wetenschappers vrijwillig naar het gebied. Toen deze vondsten van strategisch belang werden geacht voor het voortbestaan van de jonge Sovjetstaat, kwam het gebied onder directie van de NKVD, de geheime dienst, met als dekmantel het bedrijf Dalstroj en als beruchtste kamp de Sevvostlag. Niet alleen misdadigers, maar ook, naar willekeur, (vermeende) politieke tegenstanders, als zogenaamde 'Vijanden van het Volk', werden met honderdduizenden naar Siberië verbannen en in strafkampen tot dwangarbeid gedwongen. In de tijd dat Josef Stalin aan de macht was, werd Kolyma de meest beruchte provincie van de Goelag. Robert Conquest rekent in zijn Kolyma, The Arctic Death Camps (1978) uit dat meer dan vier miljoen mensen zijn omgekomen tijdens het transport naar, of in een van Kolyma's talloze goud-, houtkap-, wegenbouw- of andere werkkampen, tussen 1932 en 1954. Martin J. Bollinger berekent in zijn Stalin's Slave Ships: Kolyma, the Gulag Fleet, and the Role of the West (2007) het totaal aantal omgekomenen op minstens 130.000, de C.I.A. gaat volgens boekbespreker Norman Polmar uit van mogelijk 3 miljoen slachtoffers. Kolyma's angstaanjagende reputatie bracht auteur Aleksandr Solzjenitsyn ertoe het gebied te benoemen als de "koude- en wreedheidspool" van de Gulag.